# モンテファルチョーネ
モンテファルチョーネ（伊: Montefalcione）は、イタリア共和国カンパニア州アヴェッリーノ県にある、人口約3,300人の基礎自治体（コムーネ）。

## 地理

### 位置・広がり

#### 隣接コムーネ
隣接するコムーネは以下の通り。
- カンディダ
- ラーピオ
- モンテミレット
- パロリーゼ
- プラートラ・セッラ